# Психологическая коррекция
Психологи́ческая корре́кция (психокорре́кция) — один из видов психологической помощи (среди других: психологическое консультирование, психологический тренинг, психотерапия); деятельность, направленная на исправление особенностей психологического развития, не соответствующих оптимальной модели, с помощью специальных средств психологического воздействия; а также — деятельность, направленная на формирование у человека нужных психологических качеств для повышения его социализации и адаптации к изменяющимся жизненным условиям.
Термин получил распространение в начале 70-х гг. XX в. В это время психологи стали усиленно работать в области психотерапии, прежде всего групповой. Долгие годы велись активные дискуссии о том, может ли психолог заниматься психотерапевтической работой, но они носили, чаще всего, теоретический характер. На практике психологи часто занимались психотерапевтической деятельностью. Поэтому появление термина "психологическая коррекция" в главной мере было направлено на разграничение полномочий психотерапевта и психолога. На сегодняшний день нет чёткого разграничения терминов "психотерапия" и "психокоррекция".
Психокоррекционные воздействия могут быть следующих видов: убеждение, внушение, подражание, подкрепление. Различают индивидуальную и групповую психокоррекцию. В индивидуальной психолог работает с клиентом один на один при отсутствии посторонних лиц. В групповой — работа происходит сразу с группой клиентов со схожими проблемами, эффект достигается за счёт взаимодействия и взаимовлияния людей друг на друга.

## Общие положения
Психокоррекция определяется как направленное психологическое воздействие на те или иные структуры психики с целью обеспечения полноценного развития и функционирования личности. С позиции данного определения диктуются различия в средствах и приёмах психокоррекции. Так например в психоаналитическом подходе психокоррекционная работа направлена на смягчение симптомов внутреннего конфликтного взаимодействия между «Я» и «Оно» через преодоление неадекватных психологических защит. В гуманистическом подходе психокоррекция понимается как создание условий для позитивных личностных изменений: личностного роста, самоактуализации и так далее. При этом задача психолога заключается в ориентации на уникальные возможности и потенциал личности.

## Методы психокоррекции
Деятельностная парадигма связывает психокоррекцию с формированием системы действий и чёткой структуризации деятельности. В этом плане выделяются две группы методов:
1. Методы усиления регулирующих функций психики, развитие эмоционального самоконтроля, улучшение психической саморегуляции;
2. Методы нормативно-ценностной коррекции, объектами которой выступают нормативные комплексы, обусловливающие отказ от подчинения совместным принципам, целям, задачам деятельности.

Методы психокоррекции направлены на выработку норм личностного поведения, межличностного взаимодействия, развитие способности гибко реагировать на ситуацию, быстро перестраиваться в различных условиях, группах, то есть на методы социального приспособления.
1. Динамическое содержание периода возрастного развития может быть разнообразным, а значит и результативность одного и того же воздействия не одинакова.
2. Эффективность психокоррекции определяется качеством содержания, своевременностью и адекватностью.
3. Эффективность работы зависит от степени соответствия психокоррекционной работы индивидуальным особенностям психического развития человека.

Симптоматические методы психокоррекции:
- аутогенная тренировка;
- метод условных рефлексов;
- оперантное научение;
- система патогенетической психотерапии (Мясищев В. И. и др.).[1]

## История психокоррекции
Психокоррекция возникла в рамках специализации психологии и дефектологии. Первый период — описательный, связан с описанием медицинских наук и педагогических вопросов коррекции аномального развития. Э. Сеген предложил комплексный подход к воспитанию умственно отсталых детей и описал оригинальные методы коррекции и диагностики перцептивного и умственного развития детей (методика «Доска Сегена»). Пётр Трошин предложил оригинальные методы диагностики и психокоррекционных воздействий, направленных на изучение перцептивных, мнемических, познавательных процессов.
Второй период — этап возникновения теории и практики психокоррекции. Психокоррекция на этом этапе тесно связана с внедрением экспериментально-психологических методов в систему психологических исследований; появляются методы коррекционной работы. Этот этап связан с именем М. Монтессори. Она разработала коррекционные материалы, направленные на развитие познавательных (сенсо-моторных) процессов ребёнка. Центральным звеном её теории является «концепция сензитивных периодов развития ребёнка».
А. Н. Граборов разработал систему коррекционных занятий по развитию памяти, произвольного движения. В. П. Кащенко — методы педагогической коррекции, направленные на коррекцию трудного поведения детей.
Третий период связан с именем Л. С. Выготского, который создал единую концепцию аномального развития, наметил основные направления коррекции и заложил методологические понятия психокоррекции как самостоятельного направления. Также разрабатывались психодиагностические и коррекционные процедуры к другим категориям детей (дети с нарушением речи, зрения, слуха).
Четвёртый период связан с интенсивным формированием практической психологии. В это время создаются системы психологической помощи конкретным группам детей с конкретными дефектами; вводится должность практического психолога в специальных и учебных учреждениях.
в 1992 году медицинский психолог и суггестолог Андрей Мефодьевич Белоус разработал свой авторский метод ПК (психокоррекция ), которая стала использоваться как дистанционная психокоррекция и мгновенная психокоррекция. В дальнейшем данный метод был запатентован в 2003 году под авторством Белоус А.М.  

## Основные виды психологической коррекции
- По коррекционным задачам:
  - семейная коррекция;
  - игровая коррекция;
  - нейропсихологическая коррекция;
  - коррекция личностного роста.
  - дистанционная психокоррекцмя
  - мгновенная психокоррекция

- По характеру направленности:
  - симптоматическая коррекция (коррекция симптомов) — вид психокоррекции, предполагающий, как правило, кратковременное воздействие с целью снятия острых симптомов отклонений в развитии, которые мешают перейти к коррекции каузального типа;
  - каузальная (причинная,) коррекция — вид психокоррекции, направленный на источники и причины психических отклонений.

- По способу коррекционных воздействий:
  - директивные виды;
  - недирективные виды.
  - дистанционная психокоррекцмя
  - мгновенная психокоррекция

- По форме организации:
  - общая психокоррекция (мероприятия общепедагогического порядка, нормализующие социальную среду ребёнка; нормализация и регуляция психофизических и эмоциональных нагрузок ребёнка, работа по психогигиене и психопрофилактике, педагогической этике, лечебно-оздоровительные мероприятия, организация специальных занятий по плаванию, усиленному питанию детей);
  - частная психокоррекция (набор психолого-педагогических воздействий, то есть системы специально разработанных психокоррекционных мероприятий, применяемых в общей системе образовательных процессов. Игровая, музыкальная, драмотерапия);
  - специальная психокоррекция (комплекс приёмов, мер, методов, методик, работы с конкретным ребёнком или группой детей по решению психологических проблем).

### Сфера применения психокоррекции
1. коррекция эмоционального развития ребёнка;
2. коррекция сенсо-перцептивной и интеллектуальной деятельности;
3. психокоррекция поведения детей и подростков;
4. коррекция развития личности.

Применительно к проблемам детей в школе:
1. коррекция недостатков когнитивной деятельности;
2. коррекция недостатков эмоционально-волевой сферы;
3. коррекция поведения.

Все выделенные виды психокоррекции в целом дают системное представление об организационно-содержательных началах психокоррекционного процесса.

### Психокоррекционные технологии
«Психокоррекционная технология — это совокупность знаний о способах, средствах проведения психокоррекционного процесса.» (Мамайчук).
Психокоррекционная технология — это комплексная система коррекционного воздействия, которая содержит в себе три взаимосвязанных и взаимообусловленных компонента:
1. методологический компонент (формулируются идеи, целевые характеристики, задачи, исходные теоретические положения — психологические, педагогические, философские, правовые, экономические и так далее).
2. содержательный компонент (этапы работы, задачи каждого этапа и содержание этапа).
3. технологический (методы, формы, средства использования).

- Свойства психокоррекционных технологий:

1. психокоррекционные технологии и сложные системы, решающие стратегические и тактические задачи. Стратегическими задачами являются разработка психокоррекционных программ и психокоррекционных комплексов. В тактические задачи входит разработка методов, приёмов, психокорекционных техник, форм проведения работы, подбор и комплектование групп, продолжительности занятия и режима.
2. нельзя создать универсальную психокоррекционную программу, особенно это касается детей с проблемами развития, это обусловлено тем, что при составлении программы приходится учитывать различные факторы: структуру дефекта и степень его тяжести; психологическую проблему и причины её возникновения; время возникновения дефекта и психологической проблемы; уровень развития межфункциональных связей; типологические индивидуально-психологические особенности ребёнка; предшествующую социальную ситуацию развития ребёнка.
3. психокоррекционная работа с конкретным ребёнком должна строиться как целостная осмысленная деятельность по изменению отдельных психологических образований, по изменению условий жизни по воспитанию ребёнка.
4. важно, чтобы психологическая коррекция носила опережающий, предвосхищающий характер. Она должна стремиться к тому, чтобы активно формировать то, что должно быть достигнуто ребёнком в ближайшей перспективе в соответствии с требованиями возраста и формирования личности, то есть с учётом ориентировки на перспективу развития.
5. специфика задач психокоррекционной программы зависит от типа детского учреждения, класса или группы. Важно, чтобы данная программа была согласована с программами других специалистов, работающих с ребёнком (врачами, логопедами, учителями, воспитателями и соцработниками).